# احساس زنده بودن می‌کنم
«احساس زنده بودن می‌کنم» تک‌آهنگی از هنرمند اهل اسرائیل ایمری زیو است که در سال ۲۰۱۷ میلادی منتشر شد. این ترانه نماینده اسرائیل در یوروویژن ۲۰۱۷ است.